# 金星衫鱼
金星衫鱼（学名：[Astronesthes chrysophekadion] 错误：{{Lang}}：文本有斜体标记（帮助））为輻鰭魚綱巨口魚目巨口鱼科星衫鱼属的鱼类。分布于印度西太平洋區，包括日本、臺灣、印尼及巴布亞紐幾內亞等海域，為深海魚類，棲息深度100-1120公尺，该物种的模式产地在巴厘岛，體長可達13.4公分。

## 外部連結
金星衫鱼的圖片 （页面存档备份，存于）